# Mammal Species of the World
«Mammal Species of the World» (рус. Виды млекопитающих мира) — таксономический и географический справочник по млекопитающим, который издаётся в США в печатном и электронном виде.

## История создания
1-е издание было опубликовано в 1982 году издательствами «Association of Systematics Collections (ASC)» и «Allen Press». В работе участвовало 189 профессиональных маммологов из 23 стран мира. Справочник содержал описание 4170 видов млекопитающих. Издание координировал специальный Контрольный комитет Американского общества маммологов.
Одновременно с опубликованием 1-го издания была начата работа над 2-м изданием. Проект был поддержан Ведомством Программ Биоразнообразия Национального музея естественной истории и дополнительно проспонсирован фондом Seidell Fund Смитсоновского института. В 1993 году 2-е издание «Виды млекопитающих мира» было опубликовано, а также база данных млекопитающих на основе этого справочника была выложена в интернете. Издание было дополнено 171 новым видом млекопитающих (всего — 4629 видов).
В 2002 году началась работа над 3-м изданием справочника. В создании 3-го издания справочника участвовали Отделение Млекопитающих Департамента Позвоночной Зоологии Национального музея естественной истории, Смитсоновский институт и Американское общество маммологов. Это издание было значительно дополнено включением новых имён (260 новых видов), добавлением подвидов и включением синонимов. Размер 3-го издания увеличился примерно вдвое по сравнению со 2-м. 3-е издание справочника также доступно в интернете в виде базы данных имён. 3-е издание содержит описание 5416 видов млекопитающих.)

## Издания
- Первое издание:
J. et al. (eds.) Honacki. 1982. Mammal species of the world: A taxonomic and geographic reference (1st ed), Allen Press and the Association of Systematics Collections.
- Второе издание:
Wilson, D.E. & Reeder, D.M. (eds.) 1993. Mammal Species of the World: A Taxonomic and Geographic Reference (2nd ed), Smithsonian Institution Press, Washington D.C., 1206 pp.
- Третье издание:
Mammal Species of the World: A Taxonomic and Geographic Reference / Edited by D. E. Wilson, D. M. Reeder. — 3rd ed. — Baltimore, Maryland: The Johns Hopkins University Press, 2005. — Vol. 1 and 2. — 2142 p. — ISBN 0-8018-8221-4.
База данных млекопитающих в одном файле для загрузки Архивная копия от 11 апреля 2011 на Wayback Machine
Онлайн-справочник Архивная копия от 22 июля 2019 на Wayback Machine
Онлайн-справочник на сайте www.vocabularyserver.com